# Великомучениця Олександра
Імператриця Олександра, інакше Свята Великомучениця імператриця Олександра (померла у 303 році) — Імператриця римська, християнська свята великомучениця. Вшанування — 23 або 21 квітня, Коптською церквою — 10 квітня.

## Інформація
Відомості про Великомученицю Олександру взяті з життя Святого Мученика Георгія. Імператриця Олександра зазнала мученицьку смерть в Нікомедії разом зі святим Георгієм, за наказом імператора Діоклетіана. Олександра повірила в Христа, будучи свідком чудесного зцілення ран ангелом, нанесених святому ножами та цвяхами на колесі тортур. Під впливом цієї події вона хотіла негайно сповідувати віру в Христа, але проконсул Магнецій відмовив її від цього. Олександра побачила, як Георгій провів 3 дні, зв'язаний ярмом і занурений по плечі у негашене вапно, і залишився після цього цілий та неушкоджений. Дізнавшись, крім того, що знак хреста, розбив всі статуї богів у храмі Аполлона, відкрито визнала Христа. За цей вчинок Діоклетіан наказав її стратити разом зі святим Георгієм. Олександра з задоволенням прийняла покарання, проте по дорозі на місце страти зомліла, сіла на придорожній камінь і померла. За іншою версією, була страчена разом зі святим Георгієм.
Не відомо чиєю дружиною вона була. Припускають, що Олександра була вдовою одного з попередників Діоклетіана — між 270 і 284 роком Римською імперією керувало 15 правителів. Багато руськомовних «життів», включаючи «життя» авторства Дмитра Ростовського, називає її дружиною Діоклетіана. Ні Симеон Метафраст, ні Ватиканський Кодекс 916 року, ні інші стародавні тексти візантійського та латинського походження не підтверджують цього. Єдиним винятком серед грецьких джерел є збірник Теодора Дафнопат. Відомо, що єдиною дружиною Діоклетіана була Пріска, що загинула разом з донькою Валерією, вдова цезаря Галерія, 313. Спроби ідентифікувати Олександру як Пріску, відносно пізні, адже починаються тільки у XX столітті. Знаходиться, між іншим, у Мінеї патріарха московського, в якому дата смерті Олександри в 303 році була визнана неправильною і перенесена на 313 рік (рік смерті Пріски). Гіпотезу не підтверджують не тільки стародавні «житія», але і безліч апокрифів латинських, арабських, сирійських, коптських, грузинських та ефіопських.